# Deux Larrons en folie
Pour plus de détails, voir Fiche technique et Distribution.
Deux Larrons en folie (arabe : فردة ولقات أختها) est un film tunisien réalisé en 1978 par Ali Mansour. 

## Résumé
Le film décrit les aventures de deux jeunes paysans simplets en route pour la capitale. Leur périple commence sur une route nationale où les deux compères font de l'auto-stop afin de gagner Tunis. Leurs mésaventures les conduisent des champs d'oliviers de l'arrière-pays tunisien aux plus grands hôtels de la ville d'Hammamet.

## Fiche technique
- Réalisation : Ali Mansour
- Scénario : Ali Mansour
- Son : Faouzi Thabet et Abdelkader Alouani
- Musique : Taoufik Naceur
- Montage : Faouzia Joulak
- Langue : arabe
- Durée : 80 minutes
- Format : couleur - 35 mm

## Distribution
- Lamine Nahdi
- Ahmed Larbi Souri
- Mohamed Ben Ali
- Mokhtar Hachicha
- Hassan Z'bair